# Pałac w Młynowie
Pałac w Młynowie – obiekt wybudowany według projektu Leopolda Szlegiela w latach 1790–1791 przez Ludwikę Chodkiewiczową (1744-1816).

## Położenie

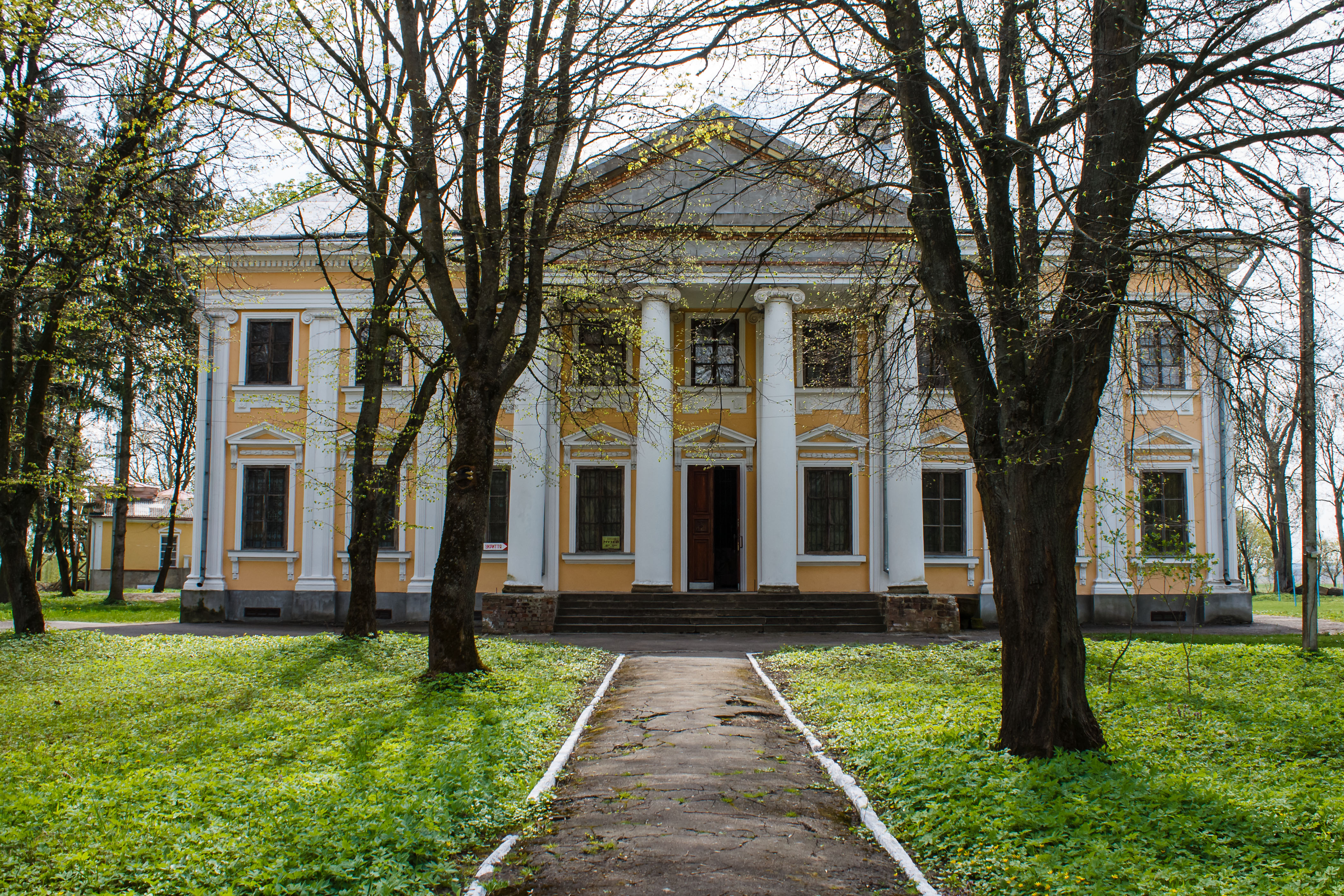
Oficyna w 2015 r.

Pałac jest położony w Młynowie, w osiedlu typu miejskiego na Ukrainie, stolicy rejonu w obwodzie rówieńskim.

## Historia
Pałac, kryty dachem czterospadowym, wybudowany w stylu klasycystycznym; od frontu posiadał portyk z sześcioma kolumnami zwieńczonymi tympanonem. Obiekt został uszkodzony podczas I wojny światowej oraz splądrowany w 1919 r. przez bolszewików. Ocalałe zbiory, w tym cenne archiwalia, hr. Mieczysław Chodkiewicz (1876-1933) wywiózł do Krakowa i Lwowa. Odbudowę pałacu przerwał wybuch II wojny światowej; został on rozebrany jeszcze podczas wojny lub wkrótce po niej. Na jego miejscu w latach 60. wzniesiono budynek szkoły. Z kompleksu pałacowego do czasów współczesnych (2005 rok) zachowały się: klasycystyczna oficyna (obecnie muzeum) i dwa pawilony parkowe.